# Třída Sparviero
Třída Sparviero byla třída křídlatých raketových člunů italského námořnictva. Celkem bylo postaveno sedm jednotek této třídy. Vyřazeny byly v letech 1991-1999. V Japonsku byly postaveny tři jednotky upravené licenční třídy PG 01.

## Stavba
Třída byla navržena italsko-americkým konsorciem Alinavi na základě koncepce amerického experimentálního člunu USS Tucumcari (PGH-2), vyvinutého společností Boeing.
Celkem bylo postaveno sedm jednotek této třídy. Prototyp byl postaven v letech 1971-1974, přičemž v letech 1980-1983 bylo do služby přijato dalších šest člunů postavených poděnicí Fincantieri.
Jednotky třídy Sparviero:
| Jméno             | Spuštěna | Vstup do služby   | Status       |
| ----------------- | -------- | ----------------- | ------------ |
| Sparviero (P 420) | 1973     | 15. července 1974 | vyřazen 1991 |
| Nibbio (P 421)    |          | 1980              | vyřazen 1996 |
| Falcone (P 422)   |          | 1982              | vyřazen      |
| Astore (P 423)    |          | 1983              | vyřazen      |
| Grifone (P 424)   |          | 1983              | vyřazen      |
| Gheppio (P 425)   |          | 1983              | vyřazen      |
| Condor (P 426)    |          | 1984              | vyřazen      |

## Konstrukce
Plavidla měla hliníkový trup. Využívala koncepci Boeing Jetfoil s jedním křídlem na přídi a dvěma na zádi. Elektroniku tvořily navigační radar SPQ-701 a radar pro řízení palby SPG-70. Výzbroj tvořil jeden 76mm kanón OTO Melara ve věži na přídi a dvě protilodní střely Otomat Mk 2 s dosahem 180 km.
Pohonný systém byl koncepce CODOG. Jeden diesel o výkonu 290 bhp poháněl zasunovací lodní šroub při plavbě ekonomickou rychlostí. K plavbě na křídlech sloužila jedna plynová turbína Rolls-Royce Proteus o výkonu 5044 hp, pohánějící vodní trysky. Nejvyšší rychlost dosahovala 50 uzlů.